# Blacklick Estates (Ohio)
Blacklick Estates es un lugar designado por el censo ubicado en el condado de Franklin en el estado estadounidense de Ohio. En el Censo de 2010 tenía una población de 8682 habitantes y una densidad poblacional de 1.750,46 personas por km².

## Geografía
Blacklick Estates se encuentra ubicado en las coordenadas 39°54′17″N 82°51′59″O / 39.90472, -82.86639. Según la Oficina del Censo de los Estados Unidos, Blacklick Estates tiene una superficie total de 4.96 km², de la cual 4.9 km² corresponden a tierra firme y (1.25%) 0.06 km² es agua.

## Demografía
Según el censo de 2010, había 8682 personas residiendo en Blacklick Estates. La densidad de población era de 1.750,46 hab./km². De los 8682 habitantes, Blacklick Estates estaba compuesto por el 73.5% blancos, el 19.64% eran afroamericanos, el 0.2% eran amerindios, el 1.34% eran asiáticos, el 0.15% eran isleños del Pacífico, el 1.39% eran de otras razas y el 3.79% pertenecían a dos o más razas. Del total de la población el 3.17% eran hispanos o latinos de cualquier raza.